# Sidney Morgan
Sidney Morgan (2 agosto 1874 – 11 giugno 1946) è stato un regista e sceneggiatore britannico attivo prevalentemente durante l'epoca del cinema muto; ha diretto una cinquantina di film.

## Filmografia

### Regia

#### 1914
- The Brass Bottle
- The Great Spy Raid
- Huns of the North Sea
- Dr. Paxton's Last Crime

#### 1915
- Our Boys
- The World's Desire
- Iron Justice
- Esther Redeemed
- film 1915

#### 1916
- The Charlatan
- What's Bred... Comes Out in the Flesh
- Temptation's Hour
- The Stolen Sacrifice

#### 1917
- Drink
- Derelicts
- A Bid for Fortune
- Auld Lang Syne

#### 1918
- Because
- Democrazy

#### 1919
- After Many Days
- All Men Are Liars
- Sweet and Twenty

#### 1920
- Lady Noggs: Peeress
- The Scarlet Wooing
- The Black Sheep
- Little Dorrit
- The Woman of the Iron Bracelets
- Two Little Wooden Shoes
- By Berwin Banks
- The Children of Gibeon
- A Man's Shadow

#### 1921
- Moth and Rust
- The Mayor of Casterbridge
- A Lowland Cinderella

#### 1922
- The Lilac Sunbonnet
- Fires of Innocence

#### 1923
- The Woman Who Obeyed

#### 1924
- Miriam Rozella
- Shadow of Egypt

#### 1925
- Bulldog Drummond's Third Round

#### 1927
- Ein Mordsmädel

#### 1928
- A Window in Piccadilly
- The Thoroughbred

#### 1931
- Contraband Love
- Her Reputation

#### 1933
- Chelsea Life
- Mixed Doubles

#### 1934
- Faces

#### 1937
- The Minstrel Boy

### Attore
- Dark Red Roses, regia di Sinclair Hill (1929)
- Giunone e il pavone, regia di Alfred Hitchcock (1929)
- Inquest, regia di G.B. Samuelson (1931)